# 随笔 (杂志)
《随笔》杂志创刊于1979年，由花城出版社主办，刊名由茅盾题字。它是中国文艺界、思想界具影响力的刊物，致力于在思想文化界的突破，更多地关注深层次的历史、思想、文化的挖掘；关注现实，提倡理性、建设性的批评批判。其旗下曾有郁达夫、施蛰存、遇罗克、茅以升、冰心、胡风、夏衍、吴祖光、冯亦代、张中行、杨绛、宗璞、高行健、张承志、钱理群、徐贲、邵燕祥、朱正、资中筠、林达等人。
本刊与北京三联书店主办的《读书》杂志共享“南有随笔，北有读书”之美誉。
与姊妹刊物《读书》不同，《随笔》文章多与当代历史事件的反思有关。书序、读后感、回忆录等。